# Михайлов, Максим Игоревич (оперный певец)
Максим Игоревич Михайлов (13 мая 1962, Москва, СССР — 21 ноября 2018, Москва, Россия) — российский оперный певец (бас), солист Большого театра, заслуженный артист Чувашской Республики, народный артист Чувашской Республики (1999).

## Биография
Максим Игоревич Михайлов родился 13 мая 1962 года в Москве в музыкальной семье. Дед, Максим Дормидонтович Михайлов, — выдающийся оперный певец Большого театра.
В 1985 году окончил Музыкально-педагогический институт им. Гнесиных по классу тромбона, в 1988-м — по классу сольного пения (класс солиста Большого театра Артура Эйзена).
В 1981 году Михайлова приняли в Государственный академический Большой театр, где он работал солистом оркестра до 1987 года. В 1987 году завоевал II премию Всесоюзного конкурса вокалистов имени М. Глинки и стал солистом оперной труппы.
Обучался оперной режиссуре у Бориса Покровского. В 1993 году как режиссёр поставил первый спектакль — «Фауст» Шарля Гуно. 
В 1993 году победил на Международном конкурсе вокалистов имени Х. Габора «Бельведер» в Вене. С сольными концертами гастролировал в Италии, Германии, Дании, Великобритании, Венгрии.
Выступал на мировых оперных сценах и сотрудничал с крупнейшими театрами мира: нью-йоркская Метрополитен-опера, Королевский театр Ковент-Гарден, Парижская национальная опера, Венская народная опера, миланский Ла Скала, венецианский Ла Фениче, Сан-Карло в Неаполе, Комунале ди Болонья, Ла Монне в Брюсселе, Лисео в Барселоне, Берлинская государственная опера, Нидерландская национальная опера, Хьюстон Гранд Опера и другие.
Основал и  с 1991 г. был участником Международного оперного фестиваля им. М.Д. Михайлова, который ежегодно проходит на сцене Чувашского государственного театра оперы и балета в г. Чебоксары. В 1993–95 гг. был президентом Фонда М.Д. Михайлова.
В 1993-2003 годах был помощником режиссеров Роберта Герцля и Джанфранко де Бозио на спектаклях «Волшебная флейта», «Турандот» и «Отелло»на Летнем оперном фестивале в Санкт-Маргаретен (Австрия).
Участвовал в ведущих мировых фестивалях: Глайндборнском (Великобритания), Экс-ан-Прованский оперный фестиваль (Франция), фестивале Энеску (Румыния), фестивале Herodias Atticus (Греция). В 1994 году на Зальцбургском Пасхальном фестивале исполнил партию Бориса Годунова (дирижёр Клаудио Аббадо). Выступал с оркестрами мирового уровня (Лондонский филармонический, Дрезденская государственная капелла и т.д.), сотрудничал с выдающимися дирижёрами и режиссёрами: Клаудио Аббадо, Томасом Зандерлингом, Антонио Паппано, представителями всех поколений семьи Юровских, Франческой Замбелло, Лотфи Мансури, Ричардом Джонсом, Дэвидом МакВикаром, Дэвидом Паунтни, Робертом Уилсоном.
Участвовал в ряде записей, включая «Скупого рыцаря» («The Miserly Knight») Рахманинова и «Соловья» («Le Rossignol») Стравинского с Натали Десси и Виолеттой Урмана.
В 1999 году за вклад в развитие искусства республики Михайлову присвоили звание народного артиста Республики Чувашия.
Работал оперным режиссёром на фестивале «Северное сияние» в Миннесоте (США). Поставил оперы «Джанни Скикки» Джакомо Пуччини, «Паяцы» Руджеро Леонкавалло и «Евгений Онегин» Петра Чайковского. Также занимался постановкой опер в Чувашский театр оперы и балета.

## Творчество
Максим Михайлов исполнял ведущие басовые партии в классическом оперном репертуаре. Среди наиболее известных ролей:
- Кончак («Князь Игорь» Александра Бородина);
- Иван Хованский («Хованщина» Модеста Мусоргского);
- Иван Сусанин («Жизнь за царя» Михаила Глинки);
- Фарлаф («Руслан и Людмила» Михаила Глинки);
- Гремин («Евгений Онегин» Петра Чайковского);
- Мельник («Русалка» Александра Даргомыжского);
- Барон («Скупой рыцарь» Сергея Рахманинова);
- Варлаам («Борис Годунов» Модеста Мусоргского);
- Волхв («Садко» Николая Римского-Корсакова);
- Царь Додон («Золотой петушок» Николая Римского-Корсакова);
- Собакин («Царская невеста» Николая Римского-Корсакова);
- Мефистофель («Фауст» Шарля Гуно);
- Фигаро («Свадьба Фигаро» Моцарта);
- Зорастро («Волшебная флейта» Моцарта);
- Рамфис («Аида» Джузеппе Верди);
- Голо («Пелеас и Мелизанда» Клода Дебюсси).

## Награды и признание
- II премия Всесоюзного конкурса вокалистов имени М. Глинки (1987).
- Победитель вокального конкурса «Бельведер» (1993).
- Заслуженный артист Чувашской Республики (1992).
- Народный артист Чувашской Республики (1999).